# Kwun Tong
Kwun Tong (traditionell kinesiska: 觀塘區) är ett av Hongkongs 18 administrativa distrikt. Distriktet är en del av huvudområdet Kowloon.
Kwun Tong har 562 427 invånare på en yta av 11km². 
n mycket kort historia av distriktet:
det ursprungliga kinesiska namnet skrivet som 官塘, detta namn kan spåras tillbaka till den norra Songdynastin. I "Yue Da Ji" ( < 粵大記>  ) publicerad under Mingdynastin, har en del av Dongguan County i Guangzhou Prefecture platsnamnet "Big and Small Guanfu". Historikern Xiao Guojian menar att det är dagens Guantang. På den tiden dominerades Kwun Tong-området av officiella saltpannor, nämligen Kwun Fu Cheong. Lam Tin i sydöstra KwunTong-distriktet hette tidigare Ham Tin. Det var först 1954 som namnet ändrades till lam tin. 